# Quận Logan, North Dakota
Quận Logan là một quận thuộc tiểu bang Bắc Dakota, Hoa Kỳ. Quận lỵ đóng ở Napoleon6. Quận được đặt tên theo. Dân số theo điều tra năm 2000 của Cục điều tra dân số Hoa Kỳ là 2308 người.

## Địa lý
Theo Cục điều tra dân số Hoa Kỳ, quận này có diện tích 2618 km2, trong đó có 47 km2 là diện tích mặt nước.